# 5307 Paul-André
5307 Paul-André là một tiểu hành tinh vành đai chính với chu kỳ quỹ đạo là 1369.9962599 ngày (3.75 năm).
Nó được phát hiện ngày 30 tháng 12 năm 1980.